# Voyage Voyage
Voyage, Voyage – francuska piosenka nagrana przez Desireless w 1986 roku. Był to też pierwszy singiel z jej albumu François. Autorem słów był Jean-Michel Rivat. Piosenka ta stała się hitem w wielu krajach Europy.
W późniejszym okresie wielu piosenkarzy nagrywało własne wersje tego utworu (m.in. Kate Ryan w 2007 roku).

## Certyfikaty i sprzedaż
| Kraj      | Najwyższa pozycja |
| --------- | ----------------- |
| Australia | 1                 |
| Belgia    | 1                 |
| Grecja    | 1                 |
| Dania     | 1                 |
| Holandia  | 1                 |
| Francja   | 2                 |
| Irlandia  | 4                 |
| Niemcy    | 1                 |
| Szwecja   | 11                |
| Hiszpania | 1                 |
| Norwegia  | 1                 |

### Inni wykonawcy tego utworu
- Gregorian (2001)
- Kate Ryan (2007)
- Soap&Skin (2012)